# Henry Clay (aviron)
Henry Clay, né le 20 mars 1955, est un rameur d'aviron britannique.

## Palmarès

### Jeux olympiques
- 1980 à Moscou
  -  Médaille de bronze en huit[1]